# Brenda de Banzie

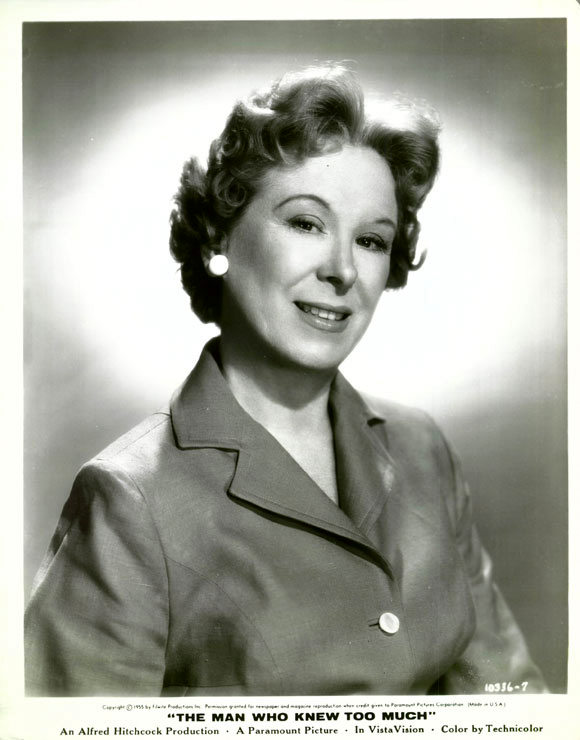
Brenda de Banzie (1956)

Brenda de Banzie (* 28. Juli 1909 in Manchester, England, nach anderen Angaben 1915; † 5. März 1981 in Haywards Heath, Sussex, England), auch als Brenda De Banzie geführt, war eine britische Schauspielerin. Neben einer erfolgreichen Theaterkarriere trat die Charakterdarstellerin ab Anfang der 1950er Jahre in mehr als 30 Film- und Fernsehrollen, mehrheitlich Dramen, in Erscheinung. Zu ihren bekanntesten Filmen zählen Herr im Haus bin ich (1954), Der Mann, der zuviel wußte (1956) und Der Komödiant (1960).

## Leben

### Ausbildung und erste Bühnenrollen
Brenda de Banzie wurde 1909 (anderen Angaben zufolge 1915) als Tochter des Musikers Edward Thomas de Banzie und dessen Ehefrau Dorothy (Geburtsname: Lancaster) geboren. Sie erhielt Privatunterricht und absolvierte die St. Paul’s School in ihrer Heimatstadt. Ab 1928 besuchte De Banzie die Lawrence Tiller School of Dancing. Im selben Jahr erhielt sie eine Stimmausbildung bei Frank Mullins.
Ihre Bühnenkarriere startete De Banzie im Jahr 1935. Sie war Mitglied von Repertoiregruppen an Theatern in Manchester, Bradford, Birmingham und Nottingham. Auch ging sie mit den Stücken The Two Mrs. Carrolls (als Sally), Night Must Fall (als Olivia) und Man and Superman (als Ann) 1936 auf Tournee. Von 1939 bis 1940 gehörte De Banzie einer Repertoiregruppe in Harrogate an, ehe sie erneut mit den Revuen 1066 und All That 1941 auf Tournee ging.
Ihr Debüt im Londoner West End gab De Banzie am 22. Oktober 1942 mit dem Part der La Duchesse de Vilandelle in der Uraufführung von Cole Porters Musical Comedy Du Barry Was a Lady am His Majesty’s Theatre. Daraufhin folgten weitere Rollen in Komödien – der Part der Mabel auf einer Tournee des amerikanischen Stückes Three Men on a Horse (1943) und die Diane in der Londoner Inszenierung von The Quaker Girl (1945) aus dem Zeitalter Eduards VII. 1950 erschien De Banzie unter der Regie von Laurence Olivier in der Verskomödie Venus Observed. Darin war sie gemeinsam mit Valerie Taylor und Rachel Kempson als Objekt der Begierde eines gealterten Herzogs (ebenfalls gespielt von Olivier) zu sehen.

### Preisgekrönte Theaterschauspielerin und Beginn ihrer Filmkarriere
Nach einer Nebenrolle in Peter Ashmores Inszenierung von Jean Anouilhs Point of Departure mit Dirk Bogarde, Mai Zetterling, Hugh Griffith und George Hayes folgte der Durchbruch als Theaterschauspielerin mit Murder Mistaken (1952). In der erfolgreichen Krimi-Groteske von Janet Green war De Banzie als reich verwitwete, ehemalige Bardame zu sehen, die von einem Heiratsschwindler und Mörder umgarnt wird. Laut der Londoner Times perfektionierte sie die Rolle und interpretierte diese mit „fröhlicher Vulgarität, luchsäugiger Klugheit“ und „lustig-heidnischer Sinnlichkeit“. Der Part der Jessie Dill, in dem Green eine „plumpe, jüngere und attraktive“, vollschlanke Person, „taff unter ihrer fröhlichen bodenständigen Art“ gesehen hatte, brachte De Banzie 1953 den Clarence Derwent Award als vielversprechendste Schauspielerin im West End ein. 1954 spielte sie in der Komödie Hippo Dancing im irischen Dublin an der Seite Robert Morleys, wurde aber nicht für die Londoner Inszenierung verpflichtet.
1956 gab De Banzie mit dem Mystery-Drama Speaking of Murder ihr Debüt am New Yorker Broadway. Das von der Fachkritik gemischt aufgenommene Stück, bei dem der erfolgreiche Filmregisseur Delbert Mann erstmals eine Broadway-Inszenierung übernahm, stellt eine unbescholtene Architektenfamilie in den Mittelpunkt, die in eine Mordgeschichte verwickelt wird. Neben Estelle Winwood spielte De Banzie die Mörderin laut Brooks Atkinson (The New York Times) „so kühl wie eine Herzogin und deutlich süßer“. Frühere Erfolge zu übertreffen gelang De Banzie mit Tony Richardsons Uraufführung von John Osbornes Dreiakter The Entertainer (1957/58). An der Seite von Laurence Olivier war sie als langmütige und alkoholkranke Ehefrau eines abgehalfterten Music-Hall-Künstlers zu sehen, an dessen Eskapaden sie zu zerbrechen droht. Die Rolle der Phoebe Rice, die der einflussreiche Theaterkritiker Kenneth Tynan seinerzeit als „ungepflegt-affektiert“ und „innerlich tot“ beschrieb, wiederholte sie in der Inszenierung des Stückes am Broadway. Diese Leistung brachte ihr eine Tony-Nominierung als beste Nebendarstellerin ein. Bereits in ihrem Heimatland war sie mit dem Theaterpreis der Tageszeitung Evening Standard ausgezeichnet worden. US-amerikanische Kritiker lobten De Banzies Darstellung als „wundervoll“ beziehungsweise „perfekteste“, die man je gesehen hätte.

### Erfolg mit „Herr im Haus bin ich“ und weitere Filmrollen
Parallel zu ihrer Bühnenkarriere begann De Banzie erst mit über dreißig Jahren im Film und Fernsehen Fuß zu fassen, nachdem sie bereits vor und während des Krieges als Statistin beim Film mitgewirkt hatte. Nach ihrem Spielfilmdebüt in dem Krimidrama The Long Dark Hall (1951) mit Rex Harrison und Lilli Palmer in den Hauptrollen feierte sie ihren größten Erfolg mit David Leans Herr im Haus bin ich (1954). In der Theaterverfilmung übernahm sie die weibliche Hauptrolle der ältesten Tochter eines verwitweten Schuhmachers aus dem viktorianischen England (gespielt von Charles Laughton), die mit Cleverness das ihr auferlegte Heiratsverbot umgeht und mit ihrem Ehemann (John Mills) zum Teilhaber des Familienbetriebs aufsteigt. Obwohl Laughton anfänglich die bereits vor Jahrzehnten auf der Bühne interpretierte Rolle nicht übernehmen wollte und sich mit seinen Kodarstellern De Banzie und Mills nicht anfreunden konnte, gelang es Regisseur Lean die Atmosphäre bei den Dreharbeiten auf einem professionellen Niveau zu halten. Der Lohn war der Gewinn des Goldenen Bären der Internationalen Filmfestspiele Berlin sowie des British Film Academy Award als „Bester Film“ des Jahres 1954. Gelobt für ihre „bewundernswerte Darstellung“ als Maggie Hobson erhielt De Banzie selbst eine Nominierung für den Preis der Britischen Filmakademie als beste einheimische Darstellerin, hatte aber gegenüber Yvonne Mitchell (Das geteilte Herz) das Nachsehen. In den USA sprach Bosley Crowther (The New York Times) von einer „ausgezeichneten“ Leistung, während die Los Angeles Times De Banzie und Kodarsteller John Mills ebenfalls viel Lob zukommen ließ. Es gäbe Momente in Herr im Haus bin ich, in denen beide drohten, Charles Laughton in den Schatten zu stellen.
In der Folge konnte De Banzie nur bedingt an den vorangegangenen Filmerfolg anknüpfen. Die blonde Charakterschauspielerin erschien sowohl in ernsten Rollen in Problemfilmen wie Gebrandmarkt oder Schwarze Fackel (beide 1961), als auch heiteren Stoffen. Dazu zählte ihr verärgerter Vamp in Doktor Ahoi! (1955), der zweite Teil der erfolgreichen Doktor-Reihe, die Dirk Bogarde zum seinerzeit beliebtesten englischen Filmschauspieler machte. Lob erhielt De Banzie auch für ihr Porträt einer humorvollen schottischen Missionarin in dem britischen Kriegsfilm Flammen über Fernost (1954) mit Gregory Peck und Win Min Than.
Einem breiten internationalen Publikum wurde De Banzie durch ihre Mitwirkung in Alfred Hitchcocks eigenem Thriller-Remake Der Mann, der zuviel wußte (1956) bekannt. Gemeinsam mit Bernard Miles war sie als verbrecherisches Priesterehepaar und Kindesentführer neben James Stewart und Doris Day zu sehen. Im selben Jahr folgte die Titelrolle in der BBC-Produktion Miss Chloe (1956), in der sie als ältere Teeladenbesitzerin zwischen zwei Männern steht. Ebenfalls wirkte De Banzie 1959 unter der Regie von Ralph Nelson in der Hitchcock-Neuverfilmung Die 39 Stufen mit. 1960 folgte Tony Richardsons filmische Adaption von Der Komödiant, in dem De Banzie ihre Paraderolle aus dem Theater neben Laurence Olivier und Joan Plowright wiederholte. Trotz positiver Kritik konnte sie nicht an den vorangegangenen Theatererfolg anknüpfen. De Banzies Filmkarriere klang in den 1960er Jahren mit Nebenrollen in Der rosarote Panther (1963) und dem Hayley-Mills-Vehikel Pretty Polly (1967) aus. Ebenfalls trat sie neben britischen auch in amerikanischen Fernsehproduktionen auf.
Brenda de Banzie war bis zu ihrem Tod mit Rupert Marsh verheiratet. Aus der Beziehung stammte ein Sohn. Ihre Nichte Lois de Banzie (* 1930) wurde später ebenfalls Schauspielerin. 1981 verstarb die als vollendet und selbstsicher gelobte Mimin im Alter von 65 Jahren (anderen Angaben zufolge 71 Jahren) während einer Operation im englischen Sussex, wo sie auch lebte.

## Theaterstücke (Auswahl)
| Jahr    | Theaterstück        | Rolle                     | Bühne                                                                 |
| ------- | ------------------- | ------------------------- | --------------------------------------------------------------------- |
| 1942    | Du Barry Was a Lady | La Duchesse de Vilandelle | His Majesty’s Theatre (London)                                        |
| 1945    | The Quaker Girl     | Diane                     | Stoll Theatre (London)                                                |
| 1946    | A Grim Fairy Tale   | Beattle/Young Woman       | Embassy Theatre (London)                                              |
| 1950    | Venus Observed      | Jessie Dill               | St. James Theatre (London)                                            |
| 1950    | Point of Departure  | Mother                    | Lyric Hammersmith Theatre (London)                                    |
| 1952/53 | Murder Mistaken     | Freda Jefferies           | Ambassadors’ Theatre Theatre (London) Vaudeville Theatre (London)     |
| 1954    | Hippo Dancing       | Therese                   | Olympia Theatre (Dublin)                                              |
| 1956    | Speaking of Murder  | Annabelle Logan           | Royale Theatre (New York)                                             |
| 1957/58 | The Entertainer     | Phoebe Rice               | Royal Court Theatre/Palace Theatre (London) Royale Theatre (New York) |

## Filmografie (Auswahl)
- 1951: The Long Dark Hall
- 1952: I Believe in You
- 1952: Private Information
- 1952: Never Look Back
- 1953: Der gelbe Ballon (The Yellow Balloon)
- 1953: A Day to Remember
- 1954: The Happiness of Three Women
- 1954: Don’t Blame the Stork
- 1954: Herr im Haus bin ich (Hobson’s Choice)
- 1954: Was jede Frau sich wünscht (What Every Woman Wants)
- 1954: Flammen über Fernost (The Purple Plain)
- 1955: Hahn im Korb (As Long as They’re Happy)
- 1955: Voller Wunder ist das Leben (A Kid for Two Farthings)
- 1955: Doktor Ahoi! (Doctor at Sea)
- 1956: Miss Chloe (TV)
- 1956: Der Mann, der zuviel wußte (The Man Who Knew Too Much)
- 1956: In den Krallen der Gangster (House of Secrets)
- 1958: Eddie, Tod und Teufel (Passport to Shame)
- 1959: Zu viele Gauner (Too Many Crooks)
- 1959: Die 39 Stufen (The 39 Steps)
- 1960: The Ladies of the Corridor (TV)
- 1960: Der Komödiant (The Entertainer)
- 1961: Gebrandmarkt (The Mark)
- 1961: Schwarze Fackel (Flame in the Streets)
- 1961: Happy End im September (Come September)
- 1962: Das letzte Wort hat sie (A Pair of Briefs)
- 1962: Das Geheimnis der grünen Droge (I Thank a Fool)
- 1963: Der rosarote Panther (The Pink Panther)
- 1967: Pretty Polly
- 1971: A Bit of Family Feeling (TV)

## Auszeichnungen
- 1953: Clarence Derwent Award für Murder Mistaken (Kategorie: Erfolgversprechendste Schauspielerin in West End)
- 1955: Nominierung für den British Film Academy Award für Herr im Haus bin ich (Beste britische Darstellerin)
- 1957: Evening Standard Theatre Award für The Entertainer (Beste Darstellerin in einem Theaterstück)
- 1958: Tony-Award-Nominierung für The Entertainer (Beste Nebendarstellerin in einem Theaterstück)